# یواس‌اس باگز (دی‌دی-۱۳۶)
یواس‌اس باگز (دی‌دی-۱۳۶) (به انگلیسی: USS Boggs (DD-136)) یک کشتی بود که طول آن ۹۵٫۸۳ متر (۳۱۴٫۴ فوت) بود. این کشتی در سال ۱۹۱۸ ساخته شد.